# Dekalin
A dekalin két kondenzált, székkonformációjú ciklohexán gyűrűből álló szerves vegyület. Naftalinból állítják elő hidrogénezéssel. A dekalin név a dekahidronaftalin rövidítése.
Két sztereoizomerje van, melyek a két hídfőatom H-atomjainak helyzetében különböznek. A transz-dekalin olvadáspontja −30 °C, forráspontja 185 °C, sűrűsége 0,8700 g/cm³, a cisz-dekaliné −43 °C, 193 °C ill. 0,8963 g/cm³.
A kereskedelmi termék általában a két izomer keveréke.
Cipőápoló szerek, padlóviaszok előállítására, viaszok és lakkok oldószereként használják.